# Pervomàiskoie (Engels)
Pervomàiskoie — Первомайское (rus) — és un poble de l'óblast de Saràtov, a Rússia, segons el cens del 2019 tenia 324 habitants. Pertany al districte municipal d'Engels.